# Rudolf Mülli

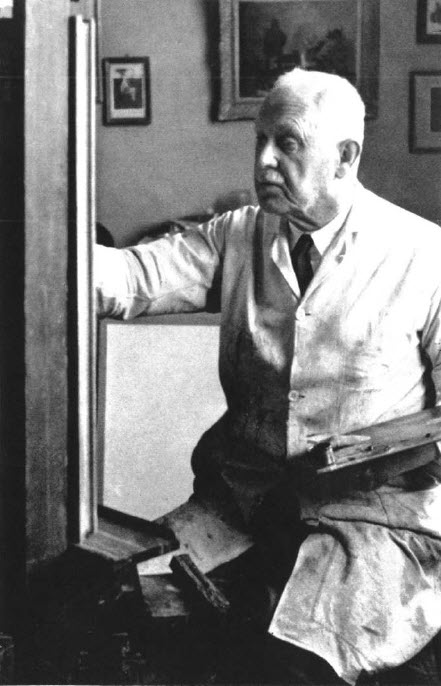
Kunstmaler Mülli

Rudolf Mülli (* 26. August 1882 in Dielsdorf; † 12. Dezember 1962 in Zürich, Bürger von Schöfflisdorf und Zürich) war ein Schweizer Maler.

## Leben
Rudolf wuchs als Sohne des Wirtes des Gasthauses Neumühle an der Wehntalerstrasse 27 in Dielsdorf auf. Nach einer Lehre als Dekorationsmaler besuchte er die Kunstgewerbeschule Zürich, wo er unter anderem Unterricht bei Gottlieb Kägi genoss. Mit 23 Jahren schrieb er sich 1905 in die Akademie der Bildenden Künste München ein, wo er erste Erfolge vorweisen konnte: Er erhielt für ein Soldatenbild 1910 den ersten Preis und an der Weltausstellung Brüssel eine Medaille. Seine weitere Bildungsreise führte ihn nach den Niederlanden und nach Italien. 1916 kehrte er aber in die Schweiz zurück. Mülli liess sich in Zürich nieder, wo er bis zu seinem Tod im Dezember 1962 arbeitete.

## Werk
Am Anfang malte Mülli Militär- und Jagdbilder, ab 1940 Landschaften, wobei er sich hauptsächlich im Zürcher Unterland aufhielt, wo er aufgewachsen war. Dementsprechend entstanden Bilder von Landschaften im Bezirk Dielsdorf, eingeschlossen den Gebieten entlang des Rheins. Mülli erhielt 1942 von der Regierung des Kantons Zürich den Auftrag, Landschaften um Bülach für eine Kunstmappe zu zeichnen, in der alle Gebiete des Kantons dargestellt werden sollten. Die Regierung kaufte auch regelmässig Werke von Mülli für die eigene Sammlung – meist Landschaftsbilder, aber auch drei Jagdbilder und ein Selbstporträt. Der Stil von Mülli galt für die Zeit als eher traditionell. Die Landschaftsbilder lassen eine feine Note von Realismus verspüren. Mülli verwendete oft eine Mischtechnik aus Bleistift, Farbstift und Aquarell.
Weitere Werke von Mülli sind Plakate für den Schuhhersteller Bally, sowie Fresken in Zürcher Villen und öffentlichen Parkanlagen und Radierungen, die als Exlibris verwendet wurden.